# Kilpisuo
Kilpisuo är ett träsk i Finland. Det ligger i Hausjärvi i den södra delen av landet, 60 km norr om huvudstaden Helsingfors.